# ソフトリソグラフィ
ソフトリソグラフィ(soft lithography)とは微細な鋳型にシリコーン樹脂などの「やわらかいもの」を流し込み、そのまま硬化させることで微細な立体構造を転写する技術。

## 概要
従来のマイクロマシニング技術と比較して、一度、モールド（鋳型）作成すれば、以後の転写工程ではフォトリソグラフィなどの工程を必要とせず、簡便に構造体を複製できる。
一例として微小流体素子の製造に使用するための型の作成はSU-8のような光硬化樹脂やそれよりも工程数が増加して製作に要する期間が長くなるものの、耐久性、強度、および微細放電加工やエッチングを始めとする多様な工程により、さらに複雑な再加工を施すことが可能なニッケルの電鋳が用いられる。
型が完成したらポリジメチルシロキサン（PDMS:二液硬化性のシリコーン樹脂）に形状の転写を行う。

## ナノインプリント・リソグラフィ
ナノインプリント・リソグラフィはシリコン基板上にレジストを塗布した状態で200℃まで加熱後、モールドを密着させてその後冷却する事でパターンを形成する熱ナノインプリント・リソグラフィ技術と紫外線硬化樹脂を用いる光ナノインプリント・リソグラフィ技術がある。

## マイクロコンタクトプリンティング
マイクロコンタクトプリンティング法は1993年にハーバード大学の A.Kumar、ジョージ・M・ホワイトサイズよって報告されたナノ構造構築法。フォトリソグラフィや電子線リソグラフィで製作した転写型の表面に分子を塗布して基板に密着することで、パターン化した分子の膜を基板上に作製する。従来のリソグラフィで使用されていた大掛かりな縮小投影型露光装置 (ステッパー)を用いずに転写型の使用で微細なパターンを安価で簡便に複製する事が可能で分子と基板表面との化学反応を利用することにより、安定した自己組織化単分子膜(SAM)を基板上に転写できる。利用される分子はチオール分子と金表面（S原子-Au）、シラン分子と酸化物、ヒドロキシル基OH－を持つ絶縁体表面（Si原子-O-）の組み合わせが利用されている。

## ナノトランスファープリンティング
ナノトランスファープリンティングは金属を含有するインクの転写によって微細構造を形成する。

## 用途
- 微小流体素子
- Lab-on-a-chip
- Micro-TAS
- MEMS
- 光導波路

## 文献
- 松井崇行, 小松京嗣, 戒能俊邦「ソフトリソグラフィ法を用いた高分子接合型光導波路作製」『高分子学会予稿集』第52回高分子討論会セッションID: IR13、高分子学会、2003年、628-628頁、NAID 80016207148。
- 成瀬恵治「ソフトリソグラフィーを用いた細胞研究・医療用チップの開発」『表面科学』第28巻第4号、日本表面科学会、2007年4月、204-210頁、doi:10.1380/jsssj.28.204、ISSN 03885321、NAID 10019506791。
- 初澤毅, 栁田保子「精密工学を応用したバイオデバイス製作」『精密工学会誌』第80巻第4号、精密工学会、2014年、365-368頁、doi:10.2493/jjspe.80.365、ISSN 0912-0289、NAID 130003394560。